# Дарка Хербез
Дарка Хербез је пјесникиња из Љубиња, Република Српска.

## Биографија
Рођена је 1. септембра 1984. године у Љубињу. Студирала је српски језик и књижевност на Филозофском факултету у Бањалуци. Објављивала пјесме у Гласу Српске, Васељени, Трагу и другдје. Тренутно живи и ради у Бугарској.

## Награде
Одмалена је освајала награде, прије свега, на Невеновом фестивалу дјеце-пјесника у Савином селу у Војводини, на фестивалу хумора и поезије у Лазаревцу, на Фестивалу Душко Радовић у Нишу, те стицала мјесто најбољег рецитатора на смотри у Сутомору, побјеђивала на Видовданском фестивалу у Љубињу,као и на конкурсу књижевног клуба Велимир Рајић у Алексинцу, два пута била финалиста на Фестивалу поезије младих у Врбасу, други пут се нашла и међу побједницима.